# Pierella hyalinus
Pierella hyalinus é uma borboleta neotropical da família Nymphalidae e subfamília Satyrinae, encontrada nas Guianas, Trinidad, Venezuela, Colômbia e região amazônica do Brasil, em habitat de floresta tropical. De acordo com Adrian Hoskins, todos os integrantes do gênero Pierella apresentam, vistos de cima, coloração amarronzada com finas marcações mais escuras em suas asas anteriores e com asas posteriores marcadas com ocelos ou manchas. Pierella hyalinus apresenta, vista de cima, asas posteriores com manchas características em tonalidade de azul e um par de ocelos em seu canto superior, mais visíveis quando vistos por baixo. As asas posteriores se estreitam formando um ângulo, o que a faz diferir da espécie Pierella lena, com asas posteriores mais arredondadas.

## Hábitos
Adrian Hoskins cita que as espécies do gênero Pierella se caracterizam por seu voo fugaz, se escondendo um pouco acima da superfície do solo na escuridão do sub-bosque da floresta; voando baixo, muitas vezes, em trilhas e evitando a luz do sol, geralmente aparecendo na aurora ou crepúsculo, mas também se escondendo profundamente na vegetação rasteira em outras horas do dia. Também pousam sobre os montes de folhas secas da floresta.

## Subespécies
Pierella hyalinus possui quatro subespécies:
- Pierella hyalinus hyalinus - Descrita por Gmelin em 1790, de exemplar proveniente do Suriname.
- Pierella hyalinus extincta - Descrita por Weymer em 1910, de exemplar proveniente do Peru.
- Pierella hyalinus schmidti - Descrita por Constantino em 1995, de exemplar proveniente da Colômbia.
- Pierella hyalinus velezi - Descrita por Constantino em 1995, de exemplar proveniente da Colômbia.